# Okręty podwodne typu Uzushio
Okręty podwodne typu Uzushio – typ japońskich okrętów podwodnych, wprowadzających do służby we flocie japońskiej dwukadłubową konstrukcję o kształcie kropli (typu Albacore). Okręty tego typu zbudowane były ze stali o wysokiej ciągliwości w celu zwiększenia możliwej do bezpiecznego osiągnięcia głębokości zanurzenia oraz automatyczny system sterownia w trzech wymiarach w celu ulepszenia kontroli przy dużej prędkości w zanurzeniu. Umieszczenie głównej anteny sonaru w dziobie okrętu, wymusiło instalację wyrzutni torpedowych w śródokręciu. Pierwsze dwie jednostki zostały wyprowadzone ze stanu floty w 1987 i 1988 roku, pozostałe zaś okręty przeznaczono do służby szkoleniowej, a następnie pocięto w latach 1990-1996.